# Chizumulu
Chizumulu là đảo nhỏ hơn trong hai hòn đảo có người ở trong hồ Malawi, đảo lớn hơn là đảo Likoma gần đó và hai đảo tạo thành huyện Likoma. Cả hai hòn đảo chỉ cách Mozambique vài km và hoàn toàn bao quanh bởi các vùng nước lãnh thổ Mozambique, nhưng thuộc về nước Malawi. Hai đảo này là hai vùng đất nằm bên ngoài Malawi. Điều này là vì hòn đảo đã bị thuộc địa hóa bởi các nhà truyền giáo Anh giáo lan rộng về phía đông từ Malawi, chứ không phải bởi người Bồ Đào Nha thuộc địa hóa Mozambique.
Có thể đến đảo Chizumulu bằng tàu hơi nước từ cảng của vịnh Nkhata trên đất liền của Malawi. Tàu hơi MV Ilala hàng tuần qua hồ Malawi dừng lại ở Chizumulu. Các thuyền nhỏ hơn bao gồm cả các dhow qua eo biển giữa Likoma và Chizumulu.
Hòn đảo này có dân số khoảng 4.000 người. Giống như Likoma, hòn đảo này nhập khẩu hầu hết thực phẩm từ đất liền. Có điện trên đảo từ 6 giờ sáng-10 giờ tối (với một thời gian cắt điện từ 12h đến 2h), đảo cũng không có đường bộ cho xe cộ. Tuy nhiên, có một con đường mòn chạy xung quanh bên ngoài của đảo, có thể đi bộ xung quanh trong khoảng ba giờ.
Hòn đảo này bao gồm hai ngọn đồi lớn, với một khu vực phẳng hơn về phía nam. Các đồn điền trồng sắn bao gồm nhiều sườn những ngọn đồi thấp hơn, với các bộ phận trên rừng. Nhiều cây bao báp mọc ở đây. Labidochromis chisumluae và Maylandia hajomaylandi là các loài đặc hữu ở quanh đảo này.